# Aleksandr Niestierow
Aleksandr Niestierow (ros. Александр Нестеров) – rosyjski kierowca wyścigowy.

## Biografia
Karierę rozpoczynał w kartingu. W 1988 roku zadebiutował w wyścigach samochodowych na szczeblu centralnym, rywalizując Estonią 20. W 1990 roku rozpoczął rywalizację Estonią 21.10 i zadebiutował w mistrzostwach ZSRR w klasie Formuły Easter. Niestierow dwukrotnie zajął wówczas drugie miejsce i został wicemistrzem ZSRR. Zdobył w tamtym roku ponadto mistrzostwo Moskwy w Formule Easter. Od 1991 roku rywalizował w Formule 1600. W sezonie 1991 zdobył dwa podia i trzecie miejsce na koniec sezonu. W latach 1992–1993 ścigał się w Polskiej Formule Mondial. W sezonie 1997 w barwach zespołu LogoWAZ-Astrada został wicemistrzem Rosyjskiej Formuły 1600. Rok później zdobył mistrzostwo tej serii, a w sezonie 2000 po raz drugi został mistrzem Formuły 1600. W 2001 roku zadebiutował w Rosyjskiej Formule 3, ścigając się w zespole ArtLine Engineering. W 2002 roku rywalizował w Formule 3 oraz Formule Rus. Następnie uczestniczył w wyścigach samochodów historycznych.

## Wyniki
| Legenda oznaczeń w tabelach wyników Wyświetl szablon na nowej stronie | Legenda oznaczeń w tabelach wyników Wyświetl szablon na nowej stronie                                                                     |
| Oznaczenie                                                            | Wyjaśnienie |
| --------------------------------------------------------------------- | --- |
| Złoty                                                                 | Zwycięzca lub mistrzostwo |
| Srebrny                                                               | 2. miejsce lub wicemistrzostwo |
| Brązowy                                                               | 3. miejsce lub II wicemistrzostwo |
| Zielony                                                               | Ukończył, punktował (w klasyfikacji generalnej, gdy zdobył co najmniej jeden punkt na przestrzeni sezonu, poza trzema powyższymi opcjami) |
| Niebieski                                                             | Ukończył, nie punktował (w klasyfikacji generalnej, gdy nie zdobył co najmniej jednego punktu na przestrzeni sezonu)                      |
| Czerwony                                                              | Nie zakwalifikował się (NZ) |
| Czerwony                                                              | Nie prekwalifikował się (NPK) |
| Różowy                                                                | Nie ukończył (NU) |
| Różowy                                                                | Niesklasyfikowany (NS) (w klasyfikacji generalnej, gdy nie został sklasyfikowany w żadnym wyścigu sezonu)                                 |
| Czarny                                                                | Zdyskwalifikowany (DK) |
| Czarny                                                                | Wykluczony (WYK/EX) |
| Biały                                                                 | Nie wystartował (NW) |
| Biały                                                                 | Kontuzjowany (K/INJ) |
| Biały                                                                 | Wyścig odwołany (OD/C) |
| Bez koloru                                                            | Został wycofany (WYC/WD) |
| Bez koloru                                                            | Nie przybył (NP/DNA) |
| Bez koloru                                                            | Nie brał udziału w treningach (NT/DNP) |
| Bez koloru                                                            | Nie został zgłoszony (–) |
| Pogrubienie                                                           | Start z pole position |
| Kursywa                                                               | Najszybsze okrążenie wyścigu |
| †                                                                     | Nie ukończył, ale jego rezultat został zaliczony ze względu na przejechanie więcej niż 90% dystansu wyścigu.                              |
| *                                                                     | Sezon w trakcie |
| 1/2/3                                                                 | Punktowana pozycja w sprincie kwalifikacyjnym                                                                                             |
| Lista systemów punktacji Formuły 1                                    | |

### Sowiecka Formuła Easter
| Rok  | Zespół        | Samochód      | Silnik | Wyniki w poszczególnych eliminacjach | Wyniki w poszczególnych eliminacjach | Wyniki w poszczególnych eliminacjach | Pkt. | Msc. |
| ---- | ------------- | ------------- | ------ | ------------------------------------ | ------------------------------------ | ------------------------------------ | ---- | ---- |
| 1990 |               |               |        |                                      | Łotwa                                |                                      | 92   | 2    |
| 1990 | DOSAAF Moskwa | Estonia 21.10 | Łada   | 2                                    | 15                                   | 2                                    | 92   | 2    |

### Sowiecka Formuła 1600
| Rok  | Zespół        | Samochód      | Silnik | Wyniki w poszczególnych eliminacjach | Wyniki w poszczególnych eliminacjach | Wyniki w poszczególnych eliminacjach | Pkt. | Msc. |
| ---- | ------------- | ------------- | ------ | ------------------------------------ | ------------------------------------ | ------------------------------------ | ---- | ---- |
| 1991 |               |               |        |                                      | Łotwa                                |                                      | 89   | 3    |
| 1991 | DOSAAF Moskwa | Estonia 21.10 | Łada   | 2                                    | -                                    | 3                                    | 89   | 3    |

### Polska Formuła Mondial
| Rok  | Zespół | Samochód | Silnik | Wyniki w poszczególnych eliminacjach | Wyniki w poszczególnych eliminacjach | Wyniki w poszczególnych eliminacjach | Wyniki w poszczególnych eliminacjach | Wyniki w poszczególnych eliminacjach | Wyniki w poszczególnych eliminacjach | Pkt. | Msc. |
| ---- | ------ | -------- | ------ | ------------------------------------ | ------------------------------------ | ------------------------------------ | ------------------------------------ | ------------------------------------ | ------------------------------------ | ---- | ---- |
| 1992 |        |          |        | Polska                               | Polska                               | Polska                               | Polska                               | Polska                               |                                      | ?    | ?    |
| 1992 |        |          |        | 3                                    | NU                                   | -                                    | -                                    | -                                    |                                      | ?    | ?    |
| 1993 |        |          |        | Polska                               | Polska                               | Polska                               | Polska                               | Polska                               | Polska                               | 20   | 15   |
| 1993 |        | GF 1692  |        | -                                    | -                                    | -                                    | -                                    | 2                                    | NU                                   | 20   | 15   |

### Rosyjska Formuła 3
| Rok  | Zespół              | Samochód     | Silnik | Wyniki w poszczególnych eliminacjach | Wyniki w poszczególnych eliminacjach | Wyniki w poszczególnych eliminacjach | Wyniki w poszczególnych eliminacjach | Wyniki w poszczególnych eliminacjach | Wyniki w poszczególnych eliminacjach | Wyniki w poszczególnych eliminacjach | Wyniki w poszczególnych eliminacjach | Pkt. | Msc. |
| ---- | ------------------- | ------------ | ------ | ------------------------------------ | ------------------------------------ | ------------------------------------ | ------------------------------------ | ------------------------------------ | ------------------------------------ | ------------------------------------ | ------------------------------------ | ---- | ---- |
| 2001 |                     |              |        | Rosja                                | Rosja                                | Rosja                                | Rosja                                | Rosja                                | Rosja                                | Rosja                                | Rosja                                | 14   | 12   |
| 2001 | ArtLine Engineering | Dallara F399 | Fiat   | -                                    | -                                    | -                                    | 6                                    | NW                                   | 5                                    | -                                    | -                                    | 14   | 12   |
| 2002 |                     |              |        | Rosja                                | Rosja                                | Rosja                                | Rosja                                | Rosja                                | Rosja                                | Rosja                                |                                      | 18   | 7    |
| 2002 | ArtLine Engineering | Dallara F399 | Fiat   | -                                    | -                                    | -                                    | -                                    | -                                    | 5                                    | 5                                    |                                      | 18   | 7    |